# Leon III. Kilikijski
Leon III. (armensko Լեւոն Գ, latinizirano: Levon III), včasih omenjen tudi kot Leon IV., je bil mladi kralj Armenskega kraljestva Kilikije, ki je vladal skupaj s svojim stricem Hetumom II. od leta 1303 ali 1305 do 1307, * 1289, † 17. november 1307. 
Bil je sin kralja Torosa III. Kilikijskega  iz  dinastije Hetumidov  in  Margarete Lusignanske, hčerke ciprskega kralja Huga III. Po upokojitvi svojega strica Hetuma II. je leta 1303 še mladoleten postal armenski kralj pod regentstvom njegovega strica. Kilikijska Armenija je bila takrat v negotovem položaju, saj je kot vazalna država Mongolskega cesarstva doživljala napade Mamelukov  z juga. Armenski prestol je v Leonovem kratkem življenju večkrat zamenjal lastnika. Leta 1295 je vladal Leonov stric Hetum II., leta 1296 Leonov oče Toros III., leta 1297 uzurpator Smbat I. in leta 1298 Konstantin III., katerega je leta 1299 odstavil brat Hetum II. Ko je bil Toros III. leta 1298 ubit, je Hetum leta 1303 krono predal Torosovemu sinu Leonu. 
Leta 1305 sta Hetum in Leon pri Bagrasu premagala mameluško plenilsko vojsko. 
17. novembra 1307 sta bila Leon in Hetum skupaj s spremstvom umorjena na banketu med obiskom mongolskega generala Bilarguja v Anazarbusu. Bilargu, Mongol, ki se je spreobrnil v islam, je nameraval v armenskem glavnem mestu Sisu zgraditi mošejo, Hetum pa mu je hotel to preprečiti, saj je želel, da bi Armenija postala popolnoma krščansko kraljestvo. Bilarguja je kasneje zaradi poboja usmrtil mongolski ilkan Oldžejtu. 
Po umoru Hetuma II. in Leona III. je Leona nasledil njegov drug stric, Ošin, saj je bil Leon ob umoru še mlad in ni imel potomca. 

## Družina
Poročen je bil s svojo sestrično Nežo (Marijo) Lusignansko, hčerko princese Izabele Armenske in Amalrika Lusignanskega. Neža je brez potomcev umrla leta 1309. 

## Vira
- Stewart, Angus (2005), »The Assassination of King Het'um II: The Conversion of The Ilkhans and the Armenians«, Journal of the Royal Asiatic Society, 15: 45–61, doi:10.1017/S1356186304004687, hdl:10023/1563
- Ghazarian, Jacob G (2000). The Armenian Kingdom in Cilicia during the Crusades: The Integration of Cilician Armenians with the Latins (1080–1393). Abingdon: RoutledgeCurzon (Taylor & Francis Group). ISBN 0-7007-1418-9.

| Leon III. Kilikijski HetumidiRojen: 1289 Umrl: 17. november 1307 |                                   |                 |
| Vladarski nazivi                                                 |                                   |                 |
| Predhodnik: Hetum II.                                            | Kralj Armenske Kilikije 1303–1307 | Naslednik: Ošin |